# Pateta: O Filme
A Goofy Movie (bra/prt: Pateta: O Filme) é um filme de animação estadunidense lançado em 1995 dos gêneros comédia infantil, musical e drama produzido pela DisneyToon Studios e Walt Disney Television Animation. O filme marca a estreia de Kevin Lima como diretor e é baseado na série de televisão animada Goof Troop, criada por Robert Taylor e Michael Peraza Jr., sendo considerado uma sequela direta da série. O filme conta com as vozes de Jason Marsden, Bill Farmer, Jim Cummings, Kellie Martin, Pauly Shore, Jenna von Oÿ, Rob Paulsen e Wallace Shawn. A produção teve uma dedicatória a Pat Buttram, que faleceu durante a produção do filme. Passado alguns anos após os eventos de Goof Troop, A Goofy Movie segue Pateta e seu filho Max, que agora está no ensino médio, e gira em torno da relação pai-filho entre os dois enquanto Pateta embarca em uma missão equivocada de criar laços com seu filho, levando-o para uma pescaria cross-country, impedindo a vida social de Max e afastando-o de seus amigos, em particular de sua paixão do colégio Roxanne.
A Disney teve a ideia de fazer um filme de animação teatral estrelado pelo Pateta, enquanto considerava ideias para um potencial especial para a TV de Goof Troop. Kevin Lima queria expandir o personagem Pateta e "dar a ele um lado emocional" que ressoasse com o público. Muito do elenco do show reprisou seus papéis, incluindo Farmer como Pateta, Paulsen como P.J. e Cummings como Pete, enquanto Dana Hill foi substituída por Marsden como a voz de Max devido à diferença de idade do personagem. O cantor Tevin Campbell forneceu os vocais para Powerline, um músico fictício que aparece com destaque no filme, interpretando as canções "Stand Out" e "I2I".
A Goofy Movie foi lançado nos cinemas norte-americanos em 7 de abril de 1995 pela Walt Disney Pictures e arrecadou um pouco mais US$ 35 milhões nas bilheterias internas, recebendo críticas mistas. Seu lançamento foi considerado uma "mera obrigação contratual" da Disney, uma vez que o então executivo do estúdio Jeffrey Katzenberg havia aprovado sua produção antes de sair da empresa. Uma sequência direta lançada em vídeo do filme intitulada An Extremely Goofy Movie foi lançada em 29 de fevereiro de 2000. O filme ganhou o status de clássico cult entre as pessoas da chamada Geração Y, tornando-se uma produção mais lembrada dos estúdios Disney recentemente.

## Sinopse
A história trata-se de um conflito característico entre o filho adolescente descolado (Max) e seu pai solteiro, o "careta" (Pateta).
Max é fã de "Power Line", um ícone da música pop no desenho, mais ou menos como o Michael Jackson era no mundo real. Ele se apaixona por uma garota chamada Roxanne, porém não sabe como fazer ela saber disso. Junto com seus amigos B.J. (filho do João Bafo-de-Onça) e Bobby Zimuruski, armam um show-surpresa para impressionar a garota, mas fazem isso interrompendo um dos discursos de fim de ano do diretor Mazur, no colégio onde estudam. Isso, desperta um interesse de Roxanne em Max e a partir de então, há esperanças de ele conseguir o tão esperado momento ao lado dela.
Surge a oportunidade de Max levar Roxanne em uma festa de fim de ano marcada para acontecer na casa de Stacey (uma amiga de Roxanne). Porém, as coisas mudam após Pateta receber uma ligação do diretor da escola de Max, dizendo que ele estava causando problemas como membro de uma gangue (referindo-se ao fato de Max, BJ e Bobby terem atrapalhado seu discurso), e que se continuasse assim acabaria na cadeira elétrica. O Pateta então decide repentinamente viajar com seu filho para recuperar o laço entre os dois e fazê-lo mudar de comportamento. Os dois irão fazer o mesmo caminho que Pateta quando criança fizera com seu pai, o avô de Max, atravessando os Estados Unidos e fazendo paradas em diversos pontos.
Isso faz com que Max perca as esperanças de estar com Roxanne pela primeira vez e obriga-se a mentir para ela, dizendo que seu pai irá levá-lo a Los Angeles para verem o show do Power Line, que será transmitido pela TV ao vivo, e no qual Max prometeu acenar para Roxanne quando estivesse no palco ao lado do artista. Disse isso ao mesmo tempo que inventou a história de que seu pai o Pateta, e Power Line são amigos de infância e tocavam juntos em uma banda. No entanto, durante a viagem Max e Pateta enfrentam muitos problemas e discussões, além de um encontro com o Pé-Grande.

## Elenco de vozes
| Personagem        | Dublador                           | Dublador                                              | Dublador                              |
| ----------------- | ---------------------------------- | ----------------------------------------------------- | ------------------------------------- |
| Pateta            | Bill Farmer                        | Nelson Batista (Diálogos) Anderson Coutinho (Canções) | Carlos Freixo                         |
| Max               | Jason Marsden Aaron Lohr (Canções) | Marcelo Campos Claudio Galvan (Canções)               | Tiago Caetano Telmo Miranda (Canções) |
| João Bafo de Onça | Jim Cummings                       | Antônio Moreno                                        | José Martins                          |
| Roxanne           | Kellie Martin                      | Tânia Gaidarji                                        | Manuela Couto                         |
| B.J.              | Rob Paulsen                        | Sílvio Giraldi                                        | Rómulo Fragoso                        |
| Diretor Mazur     | Wallace Shawn                      | Hélio Vaccari                                         | Paulo B.                              |
| Stacey            | Jenna von Oÿ                       | Cecília Lemes                                         | Luísa Salgueiro                       |
| Bobby Zimuruski   | Pauly Shore                        | Ulisses Bezerra                                       | Paulo Oom                             |
| Mickey Mouse      | Wayne Allwine                      |                                                       | Rui Paulo                             |

## Produção
A Goofy Movie foi baseado em Goof Troop, uma série animada da Disney que gira em torno de Pateta e seu filho, Max. Ao considerar ideias para um especial de TV, a Disney decidiu produzir um filme teatral baseado no programa, contratando Jymm Magon para escrever um roteiro de longa-metragem estrelado por Pateta. Os cineastas escolheram aumentar a idade de Max, que foi retratado como criança em Goof Troop, definindo o filme como uma sequência ambientada vários anos depois da série e mostrando Max já no ensino médio. O filme foi a estreia na direção de Kevin Lima, membro da equipe da Disney, que posteriormente dirigiu os filmes Tarzan (1999), 102 Dalmatians (2000) e Enchanted (2007). Em 1995, Lima disse que "em vez de apenas manter o Pateta unidimensional como ele era no passado, queríamos dar um lado emocional que aumentasse o arco emocional da história. Queríamos que o público visse seus sentimentos em vez de apenas suas trapalhadas". Magon afirmou que a dinâmica pai-filho do filme foi inspirada por uma história do então presidente da Walt Disney Studios, Jeffrey Katzenberg, na qual ele e sua filha, com quem ele tinha um relacionamento distante na época, fizeram uma viagem juntos durante o qual eles se uniram e seu relacionamento melhorou consideravelmente.
Embora o trabalho tenha sido uma produção da Disney, foi considerado muito menos essencial do que as obras convencionais do estúdio na época, como O Rei Leão, e recebeu um orçamento muito menor em comparação com esses filmes. Assim, A Goofy Movie foi produzido em conjunto pela Walt Disney Feature Animation, Walt Disney Television Animation e Disney MovieToons, com assistências de estúdios filiais da Disney na França, Australia, Espanha e Canadá. A pré-produção foi feita no principal estúdio de longa-metragem de animação da Disney em Burbank, Califórnia, começando já em meados de 1993; o trabalho de animação foi feito na Walt Disney Animation France em Paris, supervisionado por Paul e Gaëtan Brizzi, com cenas adicionais animadas no estúdio da Disney em Sydney, Austrália, sob a direção de Steve Moore, e com o trabalho de renderização feito no estúdio principal de Burbank.

## Lançamento e recepção
A Goofy Movie foi originalmente agendado para um lançamento nos cinemas em novembro de 1994, mas contratempos na produção resultaram em um adiamento para o ano seguinte, enquanto O Rei Leão foi relançado para preencher a ausência do filme. O filme teve sua premiere em 5 de abril de 1995 no AMC Pleasure Island no Walt Disney World Resort, em Lake Buena Vista, Florida e contou com a presença do diretor Kevin Lima e de Bill Farmer e Jenna von Oÿ, dois membros do elenco de dubladores do filme; dois dias depois, o filme foi lançado em circuito nacional nos Estados Unidos. Anos depois, o filme ficou em cartaz de forma limitada no El Capitan Theatre de 25 de agosto até 4 de setembro de 2017.

### Desempenho comercial
A animação foi considerada um sucesso relativo para a Disney, estreando em 2.159 cinemas e ficando em segundo lugar no seu fim de semana de estreia com US$ 6,1 milhões, perdendo apenas para Bad Boys (que estreou no mesmo fim de semana, com US$ 15,5 milhões em retornos de bilheteria). Encerrou seu circuito nacional acumulando US$ 35.348.597 nos Estados Unidos.

### Resposta da crítica
No site agregador de críticas Rotten Tomatoes, A Goofy Filme mantém um índice de aprovação de 58%, com uma classificação média de 6,12/10 com base em vinte e seis críticas; o consenso crítico do site diz: "A Goofy Movie oferece o suficiente de seu ingrediente principal para satisfazer os espectadores mais jovens, mesmo que a maioria dos pais concorde que esse personagem querido merece coisa melhor".

### Indicações a prêmios
O filme foi indicado no Annie Award na categoria de melhor filme de animação em 1995, mas perdeu para Pocahontas, também da Disney.

## Legado
Uma sequência lançada diretamente em vídeo surgiu em 2000: An Extremely Goofy Movie, que foi lançado em DVD e VHS. O filme gira em torno do primeiro ano de Max na faculdade. Os personagens que voltaram para esta sequência foram Pateta, Max, PJ, Pete e Bobby; Roxanne está ausente na sequência e sequer é mencionada. A personagem só voltaria a aparecer mais tarde na série de televisão House of Mouse no episódio intitulado "Max's Embarrassing Date", onde ela é dublada por Gray DeLisle em vez de Kellie Martin.
A Goofy Movie teve sua liberação de produção aprovada pelo então presidente da Walt Disney, Jeffrey Katzenberg, embora este tenha saído da empresa pouco tempo depois devido à tensões com o CEO da empresa Michael Eisner para fundar a DreamWorks juntamente com Steven Spielberg e David Geffen. A Disney afirma que A Goofy Movie nunca teve pretensões maiores de ser um sucesso e que só lançou o filme devido à questões contratuais. Sua bilheteria foi considerada fraca, em comparação com o próximo grande filme da Disney Pocahontas, e a animação acabou caindo num ostracismo nos anos que se seguiram.
No entanto, o filme começou a ganhar um moderado sucesso após seu lançamento em mídia doméstica no final de 1995 e logo ganhou um culto de seguidores, particularmente entre os milênicos que cresceram assistindo ao filme graças não só aos lançamentos de mídia doméstica como também em exibições na televisão. O interesse pelo filme é atribuído a uma combinação da trilha sonora cativante do filme, bem como sua história de conexões entre gerações entre pais e filhos. O interesse recém-descoberto pelo filme levou a ondas de novas mercadorias baseadas na animação para serem vendidas em grandes varejistas. Um remake em live-action de cena por cena da canção "After Today" feito em 2009 conseguiu mais de cinco milhões de visualizações no YouTube. Desde então, a Disney passou a ver A Goofy Movie com um olhar mais generoso e abraçou o amor dos fãs do filme promovendo-o em trabalhos mais recentes.